# Коакалко де Бериозабал
Коакалко де Бериозабал (шп. Coacalco de Berriozábal) је град у Мексику у савезној држави Мексико. Према процени из 2005. у граду је живело 285.822 становника.

## Становништво
Према процени из 2005. у граду је живело 285.822 становника.
| 1990.   | 1995.   | 2000.   | 2005.   |
| ------- | ------- | ------- | ------- |
| 151.255 | 202.778 | 252.291 | 285.822 |